# Boyacá Chicó
Boyacá Chicó Fútbol Club es un club de fútbol colombiano que juega en la ciudad de Tunja en el departamento de Boyacá. Fue fundado el 26 de marzo de 2002, y es la primera sociedad anónima deportiva en Colombia. El equipo juega en la Primera división del fútbol colombiano desde el 2023 después de haber asegurado el ascenso.
Ha participado en la Copa Libertadores de América en sus ediciones de 2008, en Primera fase, por haber ocupado el tercer puesto en la Tabla de Reclasificación de la Temporada 2007 en la Categoría Primera A, y en 2009, en la fase de grupos, por haber quedado campeón en el Torneo Apertura de la Temporada 2008.
Tiene una rivalidad con el Patriotas Boyacá conocida como el Clásico de la Ruana.

## Historia

### 2002: Inicios del Chicó F.C. fundación y comienzos en el profesionalismo
Desde el año 1997, el exfutbolista Eduardo Pimentel empezó a gestionar la creación del equipo. El actual Boyacá Chicó era anteriormente conocido como Chicó F. C., ya que empezó su historia en el año 2002 con el nombre de Bogotá Chicó Fútbol Club, en honor al barrio Chicó, en la localidad de Chapinero, Bogotá. De la ciudad es natural Eduardo Pimentel, su propietario. Empezó a participar en el torneo de la Primera B en la temporada 2001,con el cupo de Unión Meta que le pertenecía a Cortuluá.
En la  Temporada 2001 cumplió una buena campaña en la segunda división, llegando al cuadrangular final y luchando hasta el último momento por el ascenso a primera división, aunque al final fue superado por el Deportes Quindío. En ese año se dio a conocer en el plano nacional como el tercer equipo de Bogotá, ya que los más tradicionales de esa ciudad son Millonarios y Santa Fe. Jugó en el Estadio Olaya Herrera, en la localidad de Rafael Uribe Uribe.
Desde que jugaba en la Primera B Chicó cambió varias veces de escenario. Estuvo en El Campincito, en el estadio Los Zipas de Zipaquirá,  el Olaya Herrera, el Alfonso López Pumarejo de la Universidad Nacional y finalmente alternó en el Nemesio Camacho El Campín en fechas diferentes a los partidos de Santa Fe y Millonarios en el Torneo Finalización 2004.
En la  Temporada 2002 el equipo fue reconstituido a partir de una razón social diferente y fundado oficialmente el 26 de marzo con el nombre de Club Deportivo Bogotá Chicó Fútbol Club. En el torneo de ascenso de nuevo fue protagonista, llegando hasta las semifinales, donde fue eliminado por el campeón Centauros Villavicencio.

### 2003: El primer Ascenso a Primera División
La  temporada 2003 en la Categoría Primera B fue un éxito para el equipo ajedrezado. A pesar de clasificar como séptimo en la Copa Águila a los cuadrangulares semifinales, jugó y ganó el Grupo A sobre Patriotas Boyacá, Itagüí F.C y Expreso Rojo de Cartagena.
En la gran final, los de Bogotá enfrentaron a Pumas de Casanare, venciendo en el juego de ida el 6 de diciembre disputado en el Estadio Alfonso López Pumarejo de la Universidad Nacional de Bogotá con un gol de Wilmides Cotes   e igualando como visitantes en Yopal 1-1 el 13 de diciembre de 2003. En ambos duelos se destacaron los hechos polémicos por parte del equipo de Yopal, ya que sus hinchas impidieron el festejo del Chicó en el Estadio Pierre Lora Muñóz. Así Manpower Chicó (como se le conoció en esta temporada por el patrocinio de la empresa fabricante de jeans) logró su ascenso a la Primera A.
Chicó en el 2004  fue el tercer equipo de la ciudad de Bogotá en la Categoría Primera A, algo que no sucedía desde 1952, cuando estuvo Universidad Nacional junto a Millonarios y Santa Fe.

### 2004: El debut en Primera División
Luego del ascenso, en la temporada 2004, el club accedió a los cuadrangulares semifinales durante el Torneo Apertura. El conjunto Bogotano finalizó en el puesto 17 salvándose por cuatro puntos de descender a la Primera B.

### 2005: El traslado a Tunja
Ante la escasa afluencia de público a los partidos durante ese año y la falta de patrocinadores, la directiva del club, encabezada por Eduardo Pimentel, aceptó la invitación de Jorge Eduardo Londoño Ulloa y del Gobierno de Boyacá de trasladar su sede deportiva y administrativa a la ciudad de Tunja a partir del 2005, por lo que pasó a denominarse Boyacá Chicó Fútbol Club.
Para el año 2005 hubo problemas internos en el club que conllevaron a mútuas acusaciones de Mariano Díaz, presidente del Chicó, y Eduardo Pimentel, máximo accionista, debido a una supuesta falsificación de firmas, la cual desencadenó el 1 de abril de 2005 su remoción del cargo, el cual asumió desde entonces el propio Pimentel. En el Torneo Apertura, el director técnico fue Eduardo Pimentel hasta la fecha 12, cuando Mario Vanemerak asumió la dirección técnica. El estratega argentino en la temporada 2005 logró el objetivo de mantener el equipo ajedrezado en la primera división.
El samario Alberto Gamero asumió como entrenador en la fecha seis del torneo apertura de la temporada 2006, luego de la renuncia de Mario Vanemerak. Para el torneo finalización del mismo año ocupa posiciones de privilegio (inclusive lideró el campeonato en varias fechas), con lo que se asegura mantenerse dentro de los 18 equipos de la máxima división del fútbol profesional colombiano. para el año 2007, alejándose sustancialmente de la posibilidad de regresar a la Primera B. Ya en la temporada 2007 logró el tercer mejor puntaje del año, clasificando a la Copa Libertadores 2008.

### 2008: El año de Copa Libertadores y la primera gloria en la Primera División

#### Copa Libertadores 2008
Debutó en la Copa Libertadores de América en el Estadio Nemesio Camacho El Campín de Bogotá, debido a que en ese momento el Estadio de La Independencia no cumplía con los requerimientos de capacidad y seguridad exigidos por la Conmebol. El rival del club ajedrezado en la primera fase fue el Audax Italiano de Chile. Ese partido, jugado el 7 de febrero, finalizó con una victoria 4-3 con dos goles de Néstor Salazar, uno de Víctor Danilo Pacheco y otro del refuerzo argentino Miguel Caneo. El juego de vuelta se disputó el 12 del mismo mes en Santiago de Chile, cayendo 1-0 frente al conjunto chileno, quedándose fuera del certamen continental por diferencia de goles de visitante.

#### Clasificaciones a cuadrangulares finales
Ha clasificado nueve veces a los cuadrangulares finales de la Categoría Primera A. En el Torneo Apertura 2004, cuando jugaba en la ciudad de Bogotá, donde fue superado en el Grupo B por Independiente Medellín. Ya en Tunja, logró clasificar en el Torneo Finalización 2006, donde fue superado en el Grupo A por Deportes Tolima. En el Torneo Apertura 2007, en el Grupo A, donde fue superado por Atlético Nacional. En el Torneo Finalización 2007, donde fue superado por La Equidad. En el Torneo Apertura 2008 quedó campeón de la categoría Primera A. En el Torneo Apertura 2009, donde quedó último del Grupo A, el cual ganó Once Caldas. En el Torneo Finalización 2011, donde quedó eliminado en cuartos de final por el Atlético Junior. En el Torneo Apertura 2012, donde quedó tercero del Grupo A. En el Torneo Apertura 2023 donde fue superado en el Grupo B  por  Millonarios.
En el Torneo Apertura 2010, el equipo ajedrezado clasificó séptimo en el todos contra todos de la Liga Postobón, pero se había decidido que sólo los cuatro primeros clasificados de la tabla de posiciones avanzarían a los play offs debido a la Copa Mundial de Fútbol Sudáfrica 2010.

#### Primer título
Después de la eliminación en Copa Libertadores, el equipo se enfocó en el torneo local, llegando a la final del Torneo Apertura donde quedó segundo de la tabla de posiciones con 32 puntos, logró quedar líder del grupo B con diez puntos superando a Independiente Medellín, Deportes Quindío y Deportivo Cali. Enfrentando al América de Cali. El partido de ida, disputado el miércoles 2 de julio en el Estadio Olímpico Pascual Guerrero finalizó 1-1 con un polémico arbitraje de Wilmar Roldán.
La vuelta el domingo 6 de julio de 2008, finalizó empatada 1-1 en el tiempo reglamentario. En la definición por penales, los ajedrezados ganaron el título de la Copa Mustang al vencer 4-2 a los Diablos Rojos, consiguiendo así el primer título de la Categoría Primera A para el conjunto boyacense, el argentino Miguel Caneo se consagró como la gran figura del equipo, siendo el goleador del campeonato con 13 tantos. y su clasificación a la fase de grupos de la Copa Libertadores 2009.

#### Renuncia de Eduardo Pimentel
El cofundador del club renunció a su cargo como presidente, por los problemas económicos de la institución, y sus diversos conflictos con el arbitraje nacional. El equipo campeón del fútbol colombiano se tenía que desplazar por tierra cuando iba a los partidos de visitante, algunos jugadores viajaban en aerolíneas con un gran esfuerzo de la institución. Hubo apoyo de la Gobernación de Boyacá, la Alcaldía de Tunja, pero no de la empresa privada colombiana dueña del club, argumentaba Eduardo Pimentel. La presidencia fue tomada por Ricardo Hoyos, quien era el representante legal del club.
Debido a la crisis económica que afronta el club, este tuvo que aceptar las renuncias de Néstor Salazar, Rubén Darío Velásquez, Víctor Danilo Pacheco, Leonardo Fabio Moreno y Frank Pacheco. Ricardo Hoyos presidente del club ajedrezado manifestó que era muy grave, pues se le debían dos meses de sueldo (octubre y noviembre de 2008) a todo el equipo, y esto se debía al incumplimiento de alrededor de unos 800 millones de pesos del Alcalde de Tunja Arturo Montejo. Esto sucedió a poco más de un mes del debut del club de Boyacá en la Copa Libertadores 2009. Días más tarde se conoció que era poco probable que el club jugará en Tunja sus partidos de la primera fase del máximo torneo de clubes en Sudamérica. En medio de la crisis el equipo mantuvo su puntualidad en los pagos a jugadores, referente a salarios y seguridad social.

### Copa Libertadores 2009

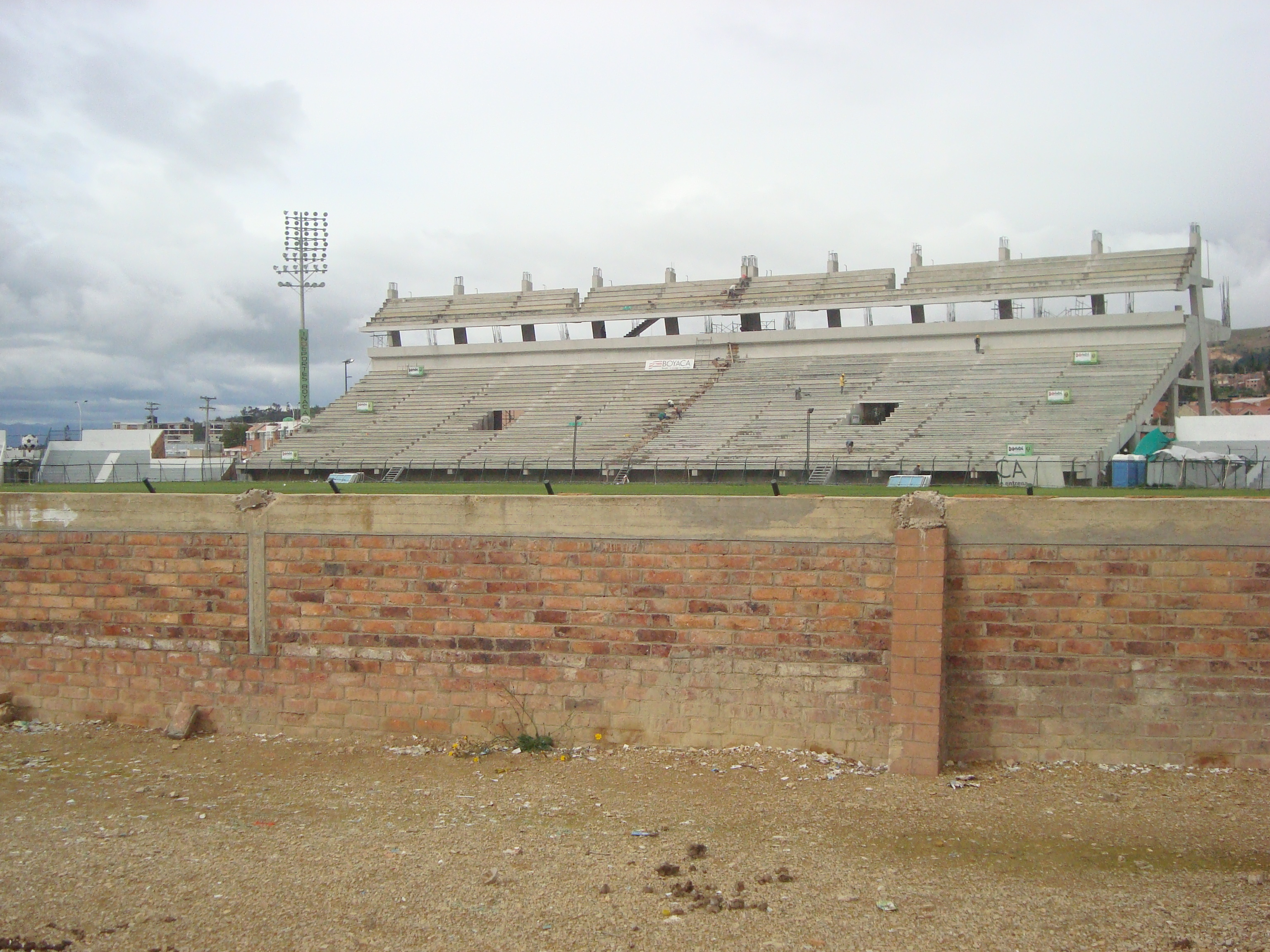
La tribuna oriental fue ampliada para albergar la Copa Santander Libertadores.

Luego del sorteo de los grupos de la copa, el equipo ajedrezado quedó ubicado en el Grupo 7, junto a Grêmio de Porto Alegre, Universidad de Chile y el Aurora boliviano.
Boyacá Chicó ganó su primer partido contra Aurora con una goleada tres por cero en condición de visitante, con dos goles de Anthony Tapia y uno de Juan Mahecha. El 6 de marzo de 2009 el Estadio de la Independencia de la ciudad de Tunja recibió el aval positivo de la CONMEBOL para que Boyacá Chicó jugara sus partidos como local de la fase de grupos de la Copa Libertadores 2009 gracias a la ampliación de la capacidad del estadio a 20.630 espectadores con tribunas metálicas. En el segundo partido que se jugó en Tunja con la presencia de 16.500 espectadores el Boyacá Chicó perdió frente al Grêmio por la mínima diferencia; el 18 de marzo ganó a la Universidad de Chile por goleada de 3-0, frente a unos 14000 espectadores con goles de Edwin Móvil, Winston Girón y Juan Gilberto Nuñez. El 8 de abril la Universidad de Chile goleó en su estadio 3-0 al Chicó, con goles de Emilio, Olivera y Cuevas después el 15 de abril se vuelve a enfrentar al Aurora de Bolivia ganando por un marcador de 2-1, los goles del Chicó fueron de Miguel Caneo de penal y de Marco Pérez.
Para la última fecha del Grupo 7, Chicó llegó con nueve puntos en el segundo lugar del grupo contra siete de la Universidad de Chile, El 28 de abril Chicó cae goleado 3-0 en su visita a Porto Alegre por Grêmio de Brasil, y con la victoria de los chilenos 1-2 frente a Aurora, el club colombiano quedó eliminado de la Copa Libertadores 2009.

### Copa Colombia 2011
En la Copa Colombia 2011 enfrentó en la fase de grupos a los equipos de Cúcuta Deportivo, Atlético Bucaramanga, Patriotas Boyacá, Alianza Petrolera y Real Santander. En octavos de final eliminó a Santa Fe, en Cuartos de final eliminó a Patriotas Boyacá, en las Semifinales eliminó al Atlético Nacional y en la gran final de la Copa Postobón quedó subcampeón ante el equipo Millonarios. El equipo fue un digno rival a lo largo de los 180 minutos, pese a que en la ida no tuvo una buena actuación. No obstante, los dirigidos por Alberto Gamero mostraron otra cara este jueves en El Campín, en donde desde el vamos salió a buscar el partido, acorralaron en los primeros minutos a Millonarios y en varias ocasiones complicaron a Nelson Ramos con remates de media y larga distancia. Los ‘embajadores’ reaccionaron transcurridos 14 minutos del primer tiempo con la conducción de Mayer Candelo que mostró pinceladas de buen fútbol, sin embargo, el volante caleño se perdió por momentos lo que ocasionó que Chicó se volviera a montar en el partido. Al término del primer tiempo los dos equipos empataron 0-0. Para la segunda parte el partido fue diferente, se tornó confuso en el centro del campo y el buen fútbol exhibido en los primeros 45 minutos brilló por su ausencia.Pero de a poco, las dos escuadras fueron tomando la iniciativa para abrir el marcador que pudo lograrse al minuto 80, cuando Adrián Vélez, árbitro central del compromiso, decretó un tiro penalti a favor de Millonarios que Mayer Candelo cobró y que fue atajado por Cristian Bonilla. Sin embargo, faltando 4 minutos para el final, Mayer Candelo compensó su error al anotar el 1-0 para el equipo local.

### 2012 a 2016: Crisis económica y deportiva en el Ajedrezado, y decadencia del equipo al primer descenso

#### 2012: La crisis deportiva y económica tras el retiro del apoyo económico por parte de la Gobernación de Boyacá
El año 2012 fue el peor año para el equipo, ya que su propietario y la junta directiva intentaron llegar a un acuerdo con el entonces Gobernador de Boyacá, Juan Carlos Granados Becerra para dialogar acerca de la repartición de los recursos económicos, ya que la misma hinchada reclamaba y exigía en medio de protestas que se realizó frente al palacio de la Gobernación de Boyacá en la Plaza de Bolívar de Tunja para exigir al mandatario de los Boyacenses respuestas sobre si sólo va a apoyar a Patriotas Boyacá o si realmente le seguirán brindando el apoyo económico al cuadro Ajedrezado, debido a que la postura que tenía Granados era con el equipo que el reconoció a Patriotas como "El verdadero equipo de Boyacá".
El máximo accionista del equipo Ajedrezado estuvo cerca de vender al equipo, existieron rumores sobre una supuesta persona interesada en comprar al equipo y trasladarlo a Villavicencio Meta, pero finalmente todo eso fue desmentido por el mismo accionista, aunque la venta del equipo por el momento era casi confirmada.

#### 2014-2016: Bajones de resultados deportivos y un primer descenso
El descenso fue el resultado de las malas campañas realizadas durante los años 2014, 2015 y 2016. Desde que el club ascendió a primera división en el año 2003, ha tenido que luchar en la tabla del descenso, logrando salvar la categoría, inclusive evitando jugar la serie de promoción. Desde el año 2015 se cambió el sistema de campeonato, al pasar de 18 equipos a 20 equipos en la Categoría Primera A, por lo que ahora descendían los dos últimos de la tabla del descenso. En el año 2016 descendieron Fortaleza y Boyacá Chicó.
En el Torneo Apertura 2015 solo logró ganar tres partidos.
En el campeonato del 2016 estuvo 16 partidos consecutivos sin ganar; en el torneo apertura le ganó a Deportivo Cali en la fecha once y no volvió a ganar hasta la fecha nueve del torneo Finalización con Once Caldas.
El 5 de noviembre de 2016, Boyacá Chicó descendió a la Primera B tras una derrota por 3-2 contra Independiente Medellín en la fecha 19 de la Liga Águila.
El equipo ajedrezado en 2012 y 2015 ha estado cerca de irse de la ciudad de Tunja.

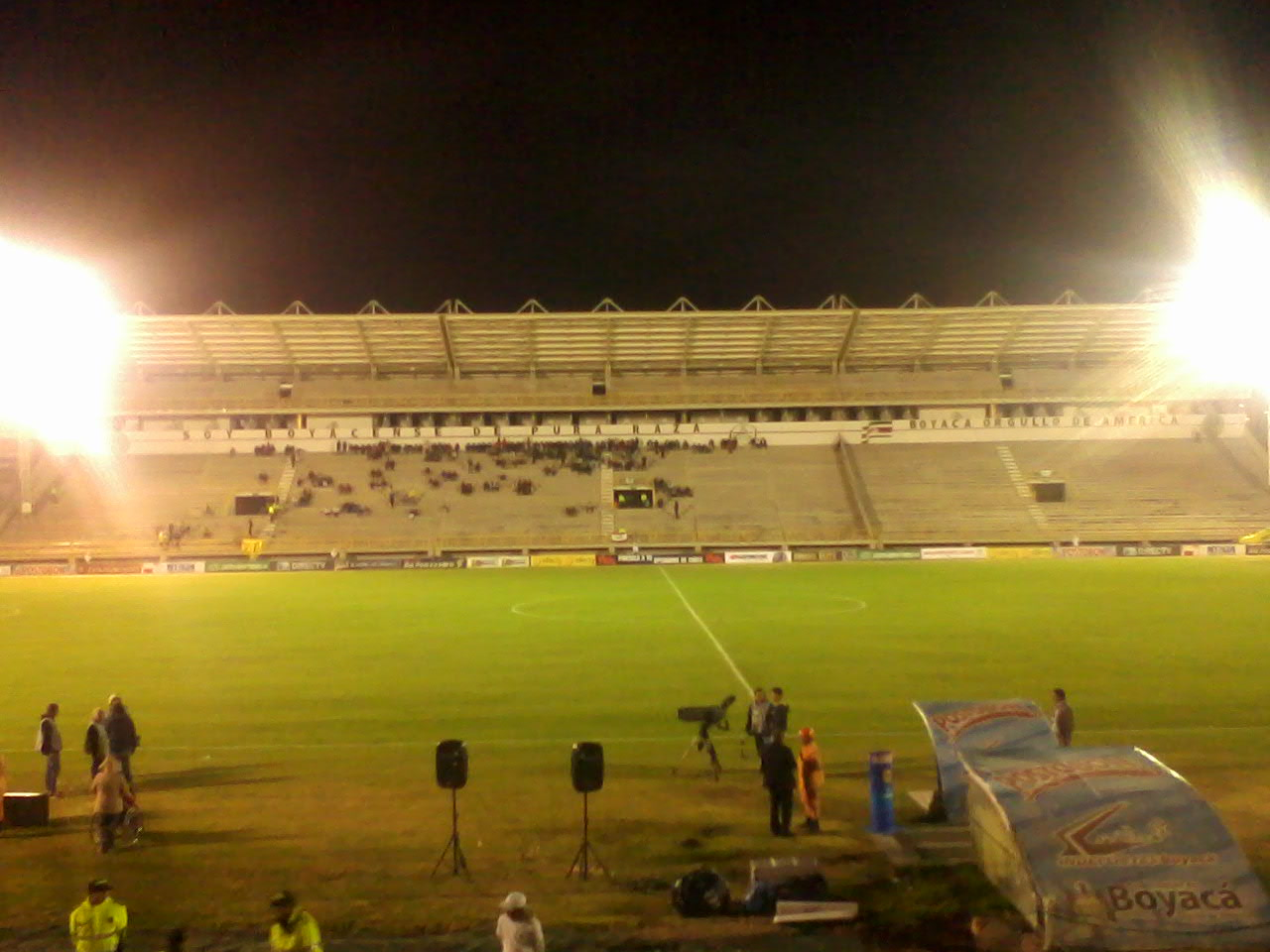
Estadio La Independencia, donde Boyacá Chicó juega de local

### 2017: Campeón por segunda vez de la Primera B
Después de permanecer trece años en la Categoría Primera A, el equipo regresó a la Categoría Primera B en 2017.
En el todos contra todos, en el Torneo Apertura, clasificó en la quinta posición. El equipo tuvo que luchar las 16 fechas del campeonato para clasificar entre los ocho primeros. En cuartos de final eliminó a Llaneros y en las semifinales eliminó al Cúcuta Deportivo.
En la final enfrentó al Real Santander. El partido de ida en el Estadio La Independencia de Tunja queda 3-2 a favor del equipo y el partido de vuelta queda empatado 1-1, por lo que el global quedó 4-3, resultado que lo dejó campeón del primer semestre de la Primera B 2017. Con ese título el equipo aseguró un cupo en la final de Primera B.
En el segundo semestre, el ajedrezado quedó noveno y no pudo acceder a la fase final.
En la Gran Final enfrentó Itagüí Leones, equipo ganador del segundo semestre y mejor de la tabla de reclasificación. El partido de ida, jugado en Tunja, quedó empatado sin goles. El partido de vuelta, jugado en el Estadio Metropolitano Ciudad de Itagüí, quedó 1-1. En definición por penaltis, el equipo ajedrezado ganó 5-3 y quedó campeón de la Primera B 2017, por lo que ascendió a la Categoría Primera A para 2018.

### 2018: Pésima campaña y segundo descenso
En el Torneo Apertura 2018 el Boyacá Chicó comenzó anémicamente perdiendo cada encuentro, hasta el encuentro contra Independiente Santa Fe, en el cual ganó 3-1 en La Independencia; sin embargo, las otras fechas no se dieron y, como resultado, la crisis de puntos llevó al equipo a ser el colero de la tabla general del Torneo Apertura. En el Torneo Finalización no se logró superar esta crisis, lo que llevó a que el 26 de octubre del 2018, tras el empate 1-1 en el Estadio La Independencia por la fecha 17 contra Deportivo Pasto, se confirmara su segundo descenso.

### 2019: Ascenso por repechaje
En el Torneo Apertura de la Primera B 2019 clasificó en la quinta posición del todos contra todos, terminando segundo en los cuadrangulares, siendo superado por Deportivo Pereira y sin la opción de llegar a la final del primer semestre. Para el Torneo Finalización los ajedrezados volvieron a clasificar a los cuadrangulares en la segunda posición, ya en los cuadrangulares el equipo clasificaría a la final de este semestre contra el Deportivo Pereira siendo derrotado en el marcador global por 2-3.
Sin embargo, debido a su campaña durante todo el año en la reclasificación obtuvo el derecho a disputar el repechaje por el segundo ascenso a la Primera A contra Cortuluá, donde se definió el segundo equipo que ascendió para el 2020. El juego de ida en Tuluá terminaría 0-0, dejando la definición para el partido de vuelta en Estadio La Independencia, en donde el cuadro boyacense superaría por la mínima al equipo tulueño, consiguiendo el segundo cupo de ascenso a la máxima categoría del fútbol colombiano, retornando tras un año en la segunda división y también el subtítulo de la temporada.

### 2020 y 2021: El año 2020 sin descenso, y un tercer descenso a la Primera B en el Torneo Apertura (2021-I)
El conjunto Ajedrezado empezó anémicamente en el 2020 de las cuales lo fueron perjudicando cada vez más para un descenso al Torneo Betplay, sin embargo debido a la pandemia del COVID-19, la DIMAYOR había determinado que ése 2020 ningún equipo ascendería y descendería hasta 2021-I, ya para el 2021 la campaña de la Liga Betplay arrancaría muy pobre, con una racha de apenas ocho derrotas, cinco victorias y cuatro empates, el Boyacá Chicó dependía de sí mismo ganar la última fecha ante Jaguares y esperar una victoria de Deportivo Pasto sobre Deportivo Pereira para mantener la categoría, pero Pereira superó por 4 goles a 2 a Pasto después de irse perdiendo el primer tiempo 1-2, ya para el segundo tiempo remonta el marcador al hacer tres goles, condenando así al Ajedrezado a jugar la Primera B para el segundo semestre con una diferencia de dos puntos y ocho goles de diferencia en el promedio.

### 2022: El tercer ascenso Ajedrezado
El conjunto Ajedrezado arrancaría con una campaña en la que salvó unos partidos de quedar por fuera de los cuadrangulares semifinales, para el torneo apertura el ajedrezado iniciaría con el pie derecho hasta llegar a la siguiente fase, ya en los cuadrangulares del torneo apertura, clasificaría a la Final 2022-I donde se cruzaría con el Deportes Quindío la fase de ida la jugaría en el Estadio La Independencia donde terminó 0-0, en el Estadio Centenario de Armenia se definiría la clasificación a una Gran Final derrotando en los penales al equipo Cuyabro 4-2, para el Torneo Finalización se volvería a repetir la tarea de clasificar a cuadrangulares y a la Final 2022-II, sólo que el segundo clasificado sería Atlético Huila, la serie de ida se jugaría el 11 de noviembre con el resultado 1-0 a favor de los Ajedrezados, para el partido de vuelta la serie la definiría el conjunto Opita 1-0, y en los penales el segundo campeón y clasificado a la Gran Final del Año sería el Huila, para el 18 de noviembre la serie la definiría el ajedrezado con un 2-0 en Neiva, y el 21 de noviembre en Tunja, con un gol de Wilmar Cruz sobre los 45 minutos en La Independencia, dejando al Ajedrezado como Gran Campeón del Año, y primer ascendido a la máxima categoría del fútbol colombiano, siendo éste el único equipo representante en la A, tras el descenso de su rival de patio Patriotas Boyacá a la Primera B, tras durar un año y tres meses en la segunda categoría.

## Símbolos

### Escudo

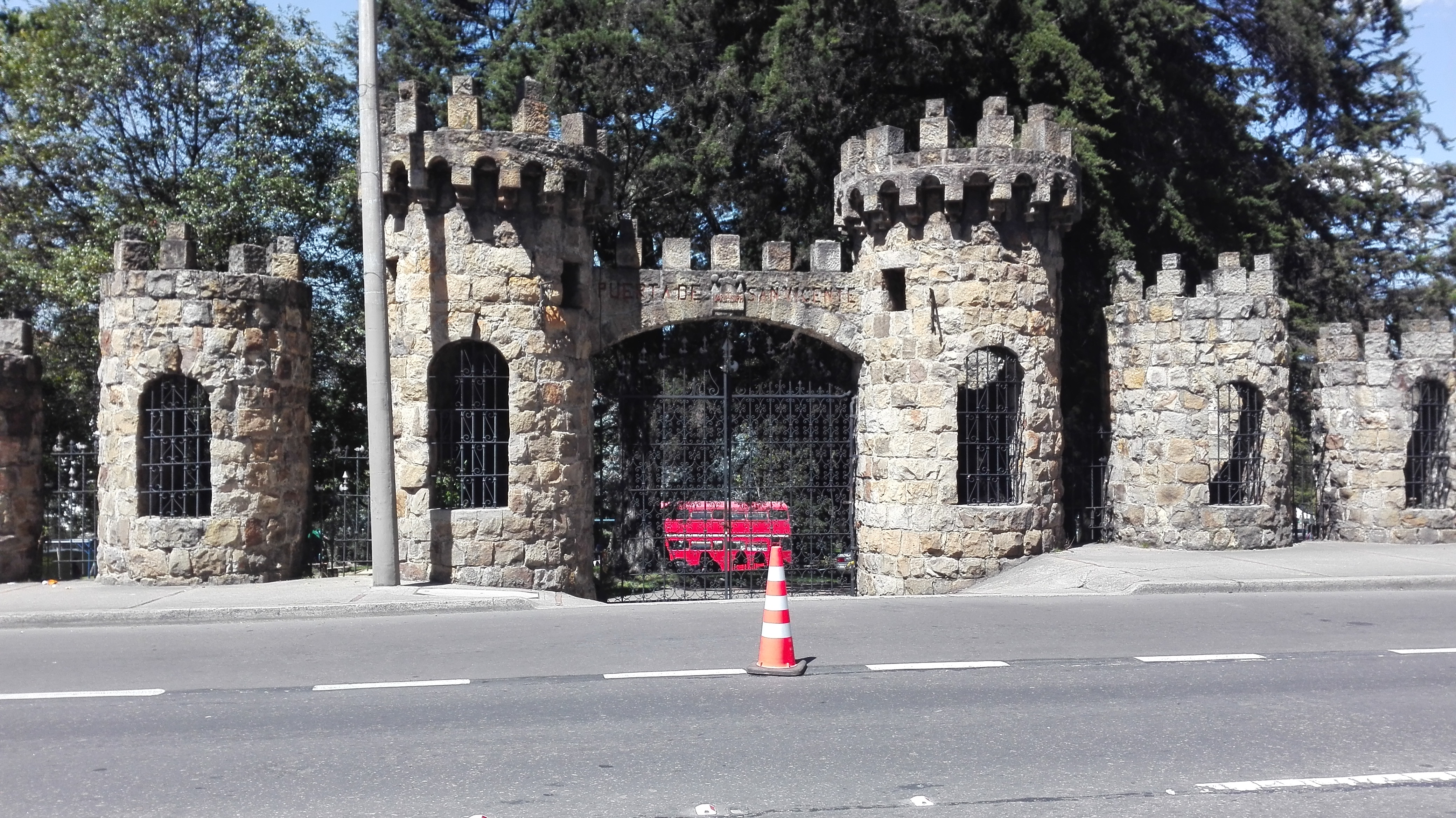
Puerta de San Vicente del Museo del Chicó.

Al igual que el equipo, el escudo fue creado en Bogotá, en homenaje al Museo del Chicó. En la parte interior tiene la puerta de entrada localizada sobre la Carrera Séptima, la cual es un castillo, y un balón de fútbol. Por fuera es ajedrezado con los colores azul y naranja. En el marco superior se ubica la letra B con respecto al nombre Boyacá Chicó como referencia directa al nombre del club.

### Uniforme
- Uniforme titular: Camiseta a cuadros azules con cuadros blancos en el medio, pantalón blanco, medias blancas.
- Uniforme alternativo: Camiseta a cuadros verdes con cuadros blancos en el medio, pantalón blanco, medias blancas.
- Uniforme tercero: Camiseta rosada, pantalón negro, medias negras.

### Evolución del uniforme

#### Uniforme local
| (2001 - 2003) | (2003 - 2007) | (2005) | (2007 - 2009) | (2008) | (2009) | (2010) | 2011 |

| 2012 | 2013 | 2014 | 2015 | 2016-2017 | 2018 | 2019 | 2020 - 2023 |

| 2024 |

#### Uniforme visitante
| 2011 | 2012 | 2013 | 2014 | 2015 | 2016-2017 | 2018 - 2019 | 2020 |

| 2024 |

#### Tercer uniforme
| 2011 | 2012 | 2015 | 2016-2017 | 2020 |

### Indumentaria
| Periodo   | Proveedor |
| --------- | --------- |
| 2007      | SSW       |
| 2008      | FSS       |
| 2008      | Kaxon     |
| 2009-2012 | Walon     |
| 2013      | FSS       |
| 2014-Act. | Geus      |

## Estadio

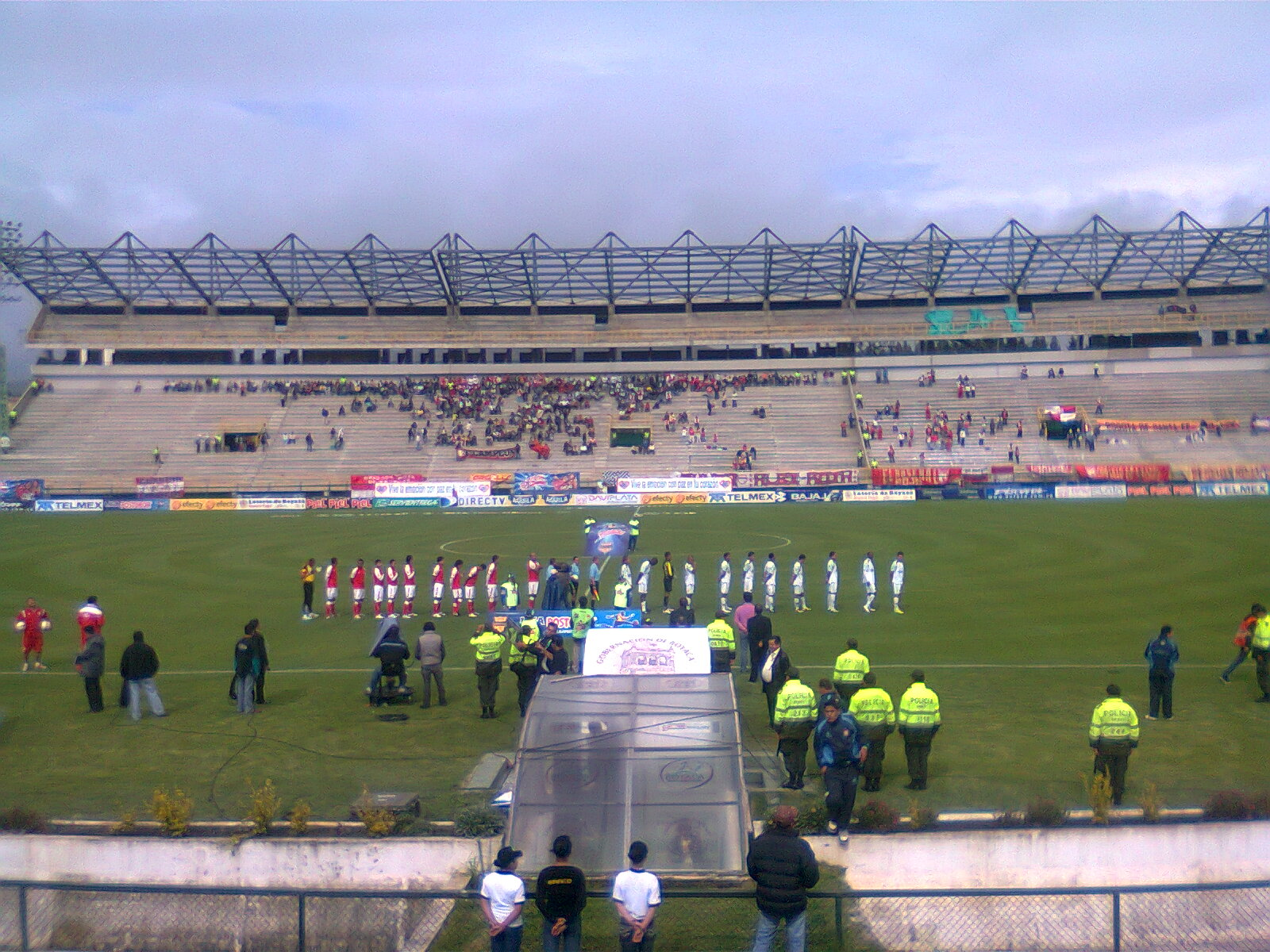
Sede de los partidos como local del Boyacá Chicó.

Se encuentra ubicado en la Villa Olímpica al norte de la ciudad de Tunja. Cuenta con una capacidad para 20.000 espectadores.
El estadio fue el escenario de la coronación del club como campeón del fútbol colombiano en el Torneo Apertura 2008. Para que el club boyacense pudiera jugar sus partidos como local de la Copa Libertadores 2009, comenzó una nueva obra de ampliación del escenario deportivo. Ésta hizo que el estadio pudiera recibir 17.000 espectadores en lugar de los 8.500 que tenía anteriormente. Por ello, el estadio recibió el aval de la Confederación Sudamericana de Fútbol para que en el Estadio de La Independencia se puedan disputar partidos internacionales. De igual manera, cuando culminaron las obras de la tribuna norte pudo albergar en total a 25.000 espectadores. En 2017 se le instalaron sillas a la tribuna Oriental y Occidental y se pintaron las tribunas Norte y Sur debido a la participación de Patriotas Boyacá en la Copa Sudamericana 2017 lo que redujo su aforo a 20.000 personas.
El equipo debido a eventos culturales ha tenido que jugar partidos de Copa Colombia en otros estadios del departamento de Boyacá como el Estadio Olímpico el Sol de Sogamoso, Primero de Septiembre de Chiquinquirá y Cacique de Tundama de Duitama. En octavos de final de la Copa Colombia 2015 debió jugar frente a Deportivo Cali en el Estadio Manuel Calle Lombana de Villavicencio. En el torneo finalización 2015 debió aplazar partidos frente a Deportes Tolima y Cúcuta Deportivo por arreglos en la cancha del estadio y debió jugar dos partidos ante Independiente Santa Fe y Once Caldas en el Estadio Metropolitano de Techo de Bogotá.

## Barras
La primera barra del equipo ajedrezado fue "La Primera del Chicó Bogotá "
Ya en la ciudad de Tunja la barra se denomina "La Mancha Ajedrezada "

## Amistoso Internacional
El 26 de enero de 2013 con asistencia de 18.000 espectadores en el Estadio La Independencia de Tunja, venció a Goyang Hi FC, equipo surcoreano con resultado de 1-0 el gol lo marco el boyacense Juan Alejandro Mahecha.

## Datos del club
Anexo:Partidos disputados del Boyacá Chicó en Primera división
- Puesto histórico: 20.º
- Temporadas en 1.ª : 34 (2004-2016,2018,2020-2021-I,2023-Actualidad).
- Temporadas en 2.ª : 7 (2001-2003,2017,2019,2021-II-2022).
- Mayor goleada conseguida:
  - En Primera División:
    - 7-2 al Deportes Tolima el 5 de abril de 2008.[296][297]
    - 1-5 al Deportes Quindío el 19 de octubre de 2007.[298][299]
    - 5-1 al Independiente Santa Fe, el 23 de mayo de 2007.[300][301][302]
    - 5-1 a La Equidad, el 24 de agosto de 2014.[303][304]
    - 0-4 a Millonarios,el 13 de abril de 2008.[305][306]

  - En Segunda División:
    - 5-2 al Cúcuta Deportivo el 1 de junio de 2017.[307][308]
    - 5-2 al Real Cartagena el 10 de septiembre de 2019.[309]
    - 4-0 al Barranquilla F.C el 29 de julio de 2019.[310]
    - 2-4 al Itagüí F.C el 22 de noviembre de 2003.[311]
    - 0-3 a Llaneros F.C el 12 de mayo de 2019.[312]

  - En Copa Colombia:
    - 8-1 al Real Santander el 9 de abril de 2008.[313]
    - 6-1 al Centauros Villavicencio el 3 de septiembre de 2008.[314]
    - 5-0 al Alianza Petrolera el 12 de agosto de 2009.
    - 4-0 al Atlético Bucaramanga el 10 de marzo de 2010.

  - En torneos internacionales:
    - 4-3 al Audax Italiano el 7 de febrero de 2008.
    - 0-3 al Aurora el 10 de febrero de 2009.[315]
    - 3-0 a la Universidad de Chile el 18 de marzo de 2009.[316]
- Mayor goleada encajada:
  - En Primera División:
    - 6-0 con Atlético Junior el 22 de noviembre de 2015.[317][318]
    - 6-1 con Atlético Nacional el 27 de septiembre de 2015.[319][320]
    - 6-3 con Real Cartagena el 17 de mayo de 2009.[321][322]
    - 5-0 con América de Cali el 16 de septiembre de 2023.[323]
    - 5-1 con Cúcuta Deportivo el 30 de septiembre de 2007.[324][325]
    - 5-2 con Once Caldas el 19 de agosto de 2012.[326]
    - 5-2 con La Equidad  el 25 de agosto de 2013.[327]
    - 0-4 con Deportes Tolima el 30 de julio de 2016.[328][329][330]
    - 1-5 con Millonarios el 14 de noviembre de 2024.[331]

  - En Segunda División.
  - 4-0 con Leones el 5 de abril de 2017.[332][333][334]
  - En Copa Colombia
  - 5-2 con Real Santander el 4 de mayo de 2011.[335]
  - 0-4 con Patriotas Boyacá el 13 de abril de 2017.[336]
  - En torneos internacionales:
    - 3-0 con Universidad de Chile el 8 de abril de 2009.

Mejores puestos en los campeonatos:
- Primera división:
  - Primera A 1.º (2008-I).

- Segunda división:
  - Primera B 1.º (2003, 2017 y 2022).
  - Primera B 2.º (2019).

- Peor puesto en la liga:
  - Primera A 20.º (2016-II).
  - Primera B 5.º (2002).
- Máximo goleador: Edwin Móvil (56 goles).[337][338]
- Más partidos disputados: Juan Alejandro "Ruanitas" Mahecha. (319 partidos)[339]
- Participación internacional:
  - Copa Libertadores de América (2):
    - Fase Pre-Libertadores (1): 2008
    - Primera fase (1): 2009

## Jugadores

### Plantilla 2025-II
- Los equipos colombianos están limitados a tener en la plantilla un máximo de cuatro jugadores extranjeros. La lista incluye sólo la principal nacionalidad de cada jugador.
- Jhon Edwar González cuenta con la doble nacionalidad venezolana y colombiana.
- Desde la temporada 2020 la Dimayor autorizó únicamente la inscripción de (25) jugadores de los cuales (5) deben ser categoría Sub-23. Los equipos que juegan torneo internacional podrán inscribir (28) jugadores.[340]

### Jugadores en selecciones nacionales
Nota: en negrita jugadores parte de la última convocatoria en sus respectivas selecciones.
| País       | Categoría | Jugador(es) |
| ---------- | --------- | ----------- |
| Costa Rica | Absoluta  | Yael López  |

### Jugadores históricos extranjeros
- En la historia del Boyacá Chicó han militado hasta (2020) un total de 51 futbolistas extranjeros.

| Nacionalidad | N.º | Jugadores |
| ------------ | --- | --- |
| Argentina    | 12  | Mauro Escalante, Facundo Bonvín, Gustavo Villa, Leonel Ríos, Diego Leguiza, David Oltolina, Ezequiel Díaz, Cristián Alessandrini, Guillermo Carrizo, Javier Sanguinetti, Juan Cruz Gotta y Miguel Caneo                                     |
| Armenia      | 1   | Jordy Monroy |
| Brasil       | 4   | Junior, Márcio Cruz, Weldel Macedo y Edilio Cardoso |
| Camerún      | 2   | Julies N'tamak y Oyié Flavié |
| Chile        | 1   | Alí Manouchehri |
| Costa Rica   | 1   | Ariel Soto |
| Ecuador      | 1   | David Hernández |
| Japón        | 1   | Kotaro Hayashi |
| México       | 5   | Mario García, Felipe Ponce, Daniel Duarte, Michel Vázquez y Jaime Ayala |
| Nicaragua    | 1   | Juan Barrera |
| Países Bajos | 1   | André Krul |
| Panamá       | 1   | Eybir Bonaga |
| Paraguay     | 2   | Christian Romero y Arnaldo Giménez |
| Uruguay      | 7   | Sergio Migliaccio, Freddy Frire, Mathias Espindola, Juan Andrés Tejera, Christian Vaquero, Rafael García y José Barreto |
| Venezuela    | 14  | Grenddy Perozo, Oscar Becerra, Alveiro Aislant, Wilmer Beltre, Alexander Sánchez, Ronald Ramírez, Yuxer Requena, Jhon Edwar González, Rafael Castrillo, Edwars Pereira, César Magallan, Henry Plazas, Delvin Alfonzo y Galileo Del Castillo |

### Récords
| Máximos goleadores | Máximos goleadores     | Máximos goleadores | Más partidos disputados | Más partidos disputados | Más partidos disputados |
| ------------------ | ---------------------- | ------------------ | ----------------------- | ----------------------- | ----------------------- |
| 1.                 | Edwin Móvil            | 55 goles           | 1.                      | Edwin Móvil             | 296 partidos            |
| 2.                 | Juan David Pérez       | 30 goles           | 2.                      | Juan Alejandro Mahecha  | 312 partidos            |
| 3.                 | Anthony Tapia          | 30 goles           | 3.                      | Juan Galicia            | 242 partidos            |
| 4.                 | Miguel Caneo           | 27 goles           | 4.                      | Diego Chica             | 232 partidos            |
| 5.                 | Juan Alejandro Mahecha | 27 goles           | 5.                      | Shaka Palacios          | 222 partidos            |
| 6.                 | Misael Riascos         | 27 goles           | 6.                      | Mario García            | 220 partidos            |
| 7.                 | Palmira Salazar        | 25 goles           | 7.                      | Johnny Mostasilla       | 201 partidos            |
| 8.                 | Loco Valdés            | 24 goles           | 8.                      | Pedro Pino              | 184 partidos            |
| 9.                 | Charles Monsalvo       | 24 goles           | 9.                      | Yeison Gordillo         | 169 partidos            |
| 10.                | Anuar Guerrero         | 20 goles           | 10.                     | Yhonny Ramírez          | 160 partidos            |

### Top 10 goleadores históricos
| N  | Jugador                | Liga | Torneo B | Copa Colombia | Copa Libertadores | Total |
| -- | ---------------------- | ---- | -------- | ------------- | ----------------- | ----- |
| 1  | Edwin Móvil            | 43   | --       | 11            | 1                 | 55    |
| 2  | Juan David Pérez       | 25   | --       | 5             | --                | 30    |
| 3  | Anthony Tapia          | 23   | --       | 5             | 2                 | 30    |
| 4  | Miguel Caneo           | 26   | --       | --            | 1                 | 27    |
| 5  | Juan Alejandro Mahecha | 23   | --       | 3             | 1                 | 27    |
| 6  | Misael Riascos         | 15   | 11       | 1             | --                | 27    |
| 7  | Néstor Salazar         | 19   | --       | 6             | --                | 25    |
| 8  | Diego Valdés           | 15   | 8        | 1             | --                | 24    |
| 9  | Charles Monsalvo       | 19   | --       | 5             | --                | 24    |
| 10 | Anuar Guerrero         | 6    | 14       | --            | --                | 20    |

### Distinciones
| Torneo        | Jugador       | Premio       | Goles |
| ------------- | ------------- | ------------ | ----- |
| Apertura 2008 | Miguel Caneo* | Botín de Oro | 13    |

Nota: * Botín compartido con otro jugador.

## Entrenadores
Cronología
| N.º        | Entrenador       | Período     |
| ---------- | ---------------- | ----------- |
| 1          | Wilmer Cabrera   | 2001        |
| 2          | Eduardo Pimentel | 2001 - 2005 |
| 3          | Mario Vanemerak  | 2005 - 2006 |
| 4          | Alberto Gamero   | 2006 - 2013 |
| [ nota 1 ] | Eduardo Pimentel | 2014        |
| 5          | Eduardo Lara     | 2015        |
|            | Eduardo Pimentel | 2015        |
| 6          | Ricardo Pérez    | 2016        |
| 7          | Darío Sierra     | 2016        |
| 8          | Nelson Gómez     | 2016        |
|            | Darío Sierra     | 2016        |
| 9          | Mario García     | 2016        |

| N.º | Entrenador                   | Período     |
| --- | ---------------------------- | ----------- |
| 10  | Nelson Olveira               | 2016 - 2017 |
| 11  | Jhon Jaime Gómez             | 2017 - 2020 |
| 12  | Bélmer Aguilar               | 2020        |
|     | Mario García                 | 2021 - 2023 |
|     | Bélmer Aguilar               | 2023        |
| 13  | Miguel Caneo                 | 2024        |
| 14  | Jhon Jaime Gómez (E)         | 2024        |
| 15  | Sergio Migliaccio            | 2024        |
| 16  | Juan Carlos Álvarez Cárdenas | 2024        |
| 17  | Roberto Ismael Torres        | 2025        |
| 18  | Flabio Torres                | 2025-       |

## Presidentes
| N.º | País                | Nombre              | Desde                | Hasta                    |
| --- | ------------------- | ------------------- | -------------------- | ------------------------ |
| 1.º | Bandera de Colombia | Mariano Díaz Arenas | 16 de marzo de 2001  | 20 de marzo de 2005      |
| 2.º | Bandera de Colombia | Eduardo Pimentel    | 21 de marzo de 2005  | 30 de septiembre de 2008 |
| 3.º | Bandera de Colombia | Ricardo Hoyos       | 1 de octubre de 2008 | 2 de febrero de 2022     |
| 4.º | Bandera de Colombia | Nicolás Pimentel    | 2 de febrero de 2022 | Presente                 |

## Palmarés

### Torneos nacionales (1)
| Competición Nacional      | Títulos          | Subtítulos |
| ------------------------- | ---------------- | ---------- |
| Categoría Primera A (1/0) | 2008-I           |            |
| Copa Colombia (0/1)       |                  | 2011       |
| Categoría Primera B (3/1) | 2003, 2017, 2022 | 2019       |